# المكتب القومي للأبحاث الاقتصادية
المكتب القومي الأبحاث الاقتصادية National Bureau of Economic Research هو مؤسسة لعمل الدراسات والأبحاث الاقتصادية تقع في الولايات المتحدة.

## الأعضاء

### الفائزون بجائزة نوبل بالاقتصاد
| - كريستوفر ا سيمز 2011 - توماس ج سارجنت 2011 - بيتر دايموند 2010 - ديل مورتنسن 2010 - بول كروغمان 2008 - إدوارد بريسكوت 2004 - فين كيدلاند 2004 - روبرت آنجل 2003 - جوزيف ستيجلز 2001 - جورج أكرلوف 2001 - جيمس هيكمان 2000 - دانييل مكفادين 2000 - روبرت ميرتون 1997 | - مايرون سكولز 1997 - روبرت لوكاس جونيور 1995 - روبرت فوغل 1993 - غاري بيكر 1992 - جورج ستيجلر 1982 - ثيودر شولتز 1979 - ميلتون فريدمان 1976 - فاسيلي ليونتييف 1973 - سيمون كوزنتس 1971 |

## وصلات خارجية
- الـموقع الرسمي